# Выездинский
Выездинский — хутор во Фроловском районе Волгоградской области России. Входит в Краснолиповское сельское поселение.

## География
Хутор находится в 30 км юго-восточнее хутора Красные Липки, в пойме реки Дон, в природоохранной зоне — воспроизводственный участок Ветютневского охотхозяйства.
В окрестностях хутора располагается система из семи озёр. Хутор окружён хвойными и смешанными лесами, лесостепью и к нему примыкают знаменитые Арчединско-Донские пески.

## Инфраструктура
В хуторе есть частный магазин, действующий Дом Культуры, ФАП (фельдшерско-акушерский пункт), вышка сотовой связи оператора Tele2. Хутор электрифицирован. Дороги грунтовые.
В окрестностях хутора есть места пригодные для рыбалки и охоты.